# 13ウォーリアーズ
『13ウォーリアーズ』（原題: The 13th Warrior）は、1999年のアメリカ映画。アラブ人旅行者アフマド・イブン・ファドラーンの旅行記と古英語の叙事詩『ベーオウルフ』に着想を得てマイケル・クライトンが書いた小説『北人伝説』が原作である。

## ストーリー
1000年前の北欧を舞台に、アハメッドを含む13人の戦士の冒険を描く。

## キャスト
役名：俳優（ソフト版日本語吹き替え）
- アハメッド・イブン・ファドラーン：アントニオ・バンデラス / 一部の声 - レックス・ラング（大塚明夫）
- ウィロウ女王：ダイアン・ヴェノーラ（佐藤しのぶ）
- メルチシデク：オマー・シャリフ（小山武宏）
- ハージャー：デニス・ストーホウ（大滝進矢）
- ブルヴァイ：ウラジミール・クリッチ（佐々木健介）
- エグソ：ダニエル・サウザン（中多和宏）
- ヘルフダン：クライヴ・ラッセル（廣田行生）
- ホロスガー国王：スヴェン・ヴォルテル（石森達幸）
- ロネス：ニール・マフィン
- アリ・ラーター
- 日本語吹き替えその他の声優：石住昭彦、千田光男、大山高男、谷昌樹、長克巳、遠藤純一、乃村健次、千島楊子、火野カチコ
- 日本語版制作スタッフ
  - 演出：高橋剛
  - 翻訳：植田尚子